# Willernie
Willernie és una població dels Estats Units a l'estat de Minnesota. Segons el cens del 2000 tenia 549 habitants.

## Demografia
Segons el cens del 2000, Willernie tenia 549 habitants, 225 habitatges, i 146 famílies. La densitat de població era de 1.630,5 habitants per km².
Dels 225 habitatges en un 33,8% hi vivien nens de menys de 18 anys, en un 43,6% hi vivien parelles casades, en un 15,6% dones solteres, i en un 35,1% no eren unitats familiars. En el 27,6% dels habitatges hi vivien persones soles el 6,7% de les quals corresponia a persones de 65 anys o més que vivien soles. El nombre mitjà de persones vivint en cada habitatge era de 2,41 i el nombre mitjà de persones que vivien en cada família era de 2,95.
Per edats la població es repartia de la següent manera: un 25,5% tenia menys de 18 anys, un 6,7% entre 18 i 24, un 35,5% entre 25 i 44, un 22,2% de 45 a 60 i un 10% 65 anys o més.
L'edat mediana era de 36 anys. Per cada 100 dones de 18 o més anys hi havia 88,5 homes.
La renda mediana per habitatge era de 42.500 $ i la renda mediana per família de 50.313 $. Els homes tenien una renda mediana de 40.625 $ mentre que les dones 30.714 $. La renda per capita de la població era de 19.541 $. Entorn de l'1,3% de les famílies i el 3,9% de la població estaven per davall del llindar de pobresa.

## Poblacions més properes
El següent diagrama mostra les poblacions més properes.